# Floridus Buttinger
Floridus Johann Buttinger CanReg (* 5. Juni 1888 in Mehrnbach; † 13. August 1963 in Ried im Innkreis)
war ein österreichischer Ordensgeistlicher. Er war von 1946 bis 1963 Propst und Lateranensischer Abt des Augustiner-Chorherrenstiftes Reichersberg am Inn.

## Leben
Buttinger trat am 27. August 1908 als H. Floridus in das Augustiner-Chorherrenstift Reichersberg ein. 1913 wurde er zum Priester geweiht und wirkte anschließend in einigen Pfarren und verschiedenen Ämtern des Stiftes. 1946 wurde Floridus Buttinger zum Propst des Stiftes Reichersberg gewählt, dem er bis zu seinem Tod am 13. August 1963 vorstand. Sein Begräbnis fand am 17. August 1963 im Stift Reichersberg statt.